# Serrasalmus gouldingi
Serrasalmus gouldingi är en fiskart som beskrevs av Fink och Machado-allison 1992. Serrasalmus gouldingi ingår i släktet Serrasalmus och familjen Characidae. Inga underarter finns listade i Catalogue of Life.